# Roompot (schip, 1844)
De Roompot was een Nederlands houten driemastfregat gebouwd in de periode 1841-1844. Het was een Oost-Indiëvaarder dat haar thuishaven had in Zierikzee. In 1852 trok het eropuit om in Birma een lading rijst op te halen. Na een tocht van een half jaar liep het schip in juni 1853, enkele kilometers verwijderd van zijn thuishaven, vast op een zandbank voor de kust van het Zeeuwse Vrouwenpolder. Het schip raakte op drift, dreef de Oosterschelde op en zonk in een vaargeul, die net als het schip de naam "Roompot" droeg.
Het 'Communicate Vaartuig Rijnmond' met de code Y 8620 (ex-Hr.Ms. Dreg IV) vond in 1991 via de scanner, die gebruikt werd voor dieptepeilingen, het wrak van de Roompot. Hiervan werd in datzelfde jaar melding gedaan bij Stichting tot Behoud van Onderwaterschatten in 
Zeeland (SBOZ). In 1992 werd door Belgische sportduikers op de locatie een scheepsklok gevonden met de tekst: ‘DE ROOMPOT-ZIERIKZEE’, en ‘DORDRECHT ANNO-1844’. Hiervan werd melding gedaan bij de Afdeling Archeologie Onderwater (AAO)1 te Alphen aan den Rijn als van een ‘helemaal compleet scheepswrak’, gevonden in vaargeul de Roompot. In 2005 wisten duikers van het Nederlands Instituut voor Scheeps- en Onderwaterarcheologie (NISA) te melden dat het wrak binnen een decennium hard achteruit was gegaan.